# Lotar Francoski
Lotar (francosko Lothaire, latinsko Lothārius), včasih tudi Lotar II., III. ali IV. je bil predzadnji karolinški kralj Zahodne Frankovske, ki je vladal od 10. septembra 954 do njegove smrti leta 986, * 941, Laon, † 2. marec 986. 

## Pristop
Lotar je bil rojen v Laonu proti koncu leta 941 kot najstarejši sin kralja Ludvika IV. in Gerberge Saške. Očeta je nasledil 10. septembra 954, ko je bil star trinajst let. Okronan je bil 12. novembra 954 v Reimsu. Za očetovega naslednika je bil izbran že leta 951, ko je oče zbolel.
Kraljica Gerberga je sklenila dogovor s svojim svakom Hugom Velikim, frankovskim vojvodom in pariškim grofom, sicer nasprotnikom Lotarjevega očeta. V zameno za podporo Lotarjevemu vladanju je Hugo dobil v posest vojvodino Akvitanijo in večji del kraljevine Burgundije in postal nekakšen regent. Lotar je podedoval razdrobljeno kraljestvo, v katerem so veliki magnati prevzemali zemljišča, pravice in položaje skoraj brez kakršnega koli upoštevanja kraljeve avtoritete. Magnati, kot sta bila Hugo Veliki in Herbert II., grof Vermandoijski, so bili vedno prikrita grožnja.
Leta 955 sta Lotar in Hugo Veliki skupaj oblegala in zavzela Poitiers. S smrtjo Huga Velikega leta 956 je Lotar, star komaj petnajst let, prešel pod skrbništvo svojega strica po materini strani Bruna, kölnskega nadškofa in brata vzhodnofrankovskega kralja Otona I. Po Brunovem nasvetu je Lotar posredoval med Hugovima sinovoma Hugom Capetom in Otonom, vojvodom Burgundije. Kralj je Hugu prepustil Pariz in mu podelil naziv dux francorum (vojvoda Frankov), Otonu pa je leta 956 podelil vojvodino Burgundijo.

## Poslabšanje odnosov s Svetim rimskim cesarstvom
Skrbništvo kölnskega nadškofa Bruna je trajalo do leta 965 in je Lotarja usmerjalo v politiko pokorščine do Vzhodne Frankovske, ki se je razvila v nemško Sveto rimsko cesarstvo. Lotar je kljub svoji mladosti želel vladati sam in okrepiti  oblast nad svojimi vazali. Njegova želja po politični neodvisnosti je povzročila poslabšanje odnosov med njim in njegovimi sorodniki po materini strani ter boj z novim Svetim rimskim cesarstvom. Lotar je kljub temu želel ohraniti vezi s cesarjem Otonom I., tako da se je v začetku leta 966 poročil z italijansko princeso Emo, edino hčerko cesarice Adelajde Burgundske iz njenega prvega zakona. Adelajda je bila druga žena Otona I.
Leta 962 je umrl flandrijski grof Baldvin III., sin, sovladar in dedič flandrijskega grofa Arnulfa I. Ker je Arnulf Flandrijo zapustil Lotarju, je Lotar po Baldvinovi smrti leta 965 vdrl v Flandrijo in zavzel številna mesta, potem pa so ga zaustavili podporniki flandrijskega grofa Arnulfa II. Začasno je obdržal samo Arras in Douai. Lotar je poskušal povečati svoj vpliv tudi v Lotaringiji, ki je bila nekoč v posesti njegove družine, vendar je cesar Oton II. spodbujal  odpor tamkajšnjega plemstva.
Leta 976 je cesar Oton II. razdedinil brata Reginarja IV., grofa Monsa, in Lamberta I., grofa Louvaina, in ju napadel. Brata sta sklenila zavezništvo z Lotarjevim mlajšim bratom Ludvikom, vojvodom Spodnje Lorene, in Otonom Vermandoijskim in z vojsko krenila proti cesarskim četam. Vojski sta se spopadli v veliki bitki pri Monsu, ki se je končala brez zmagovalca. Čeprav je Lotar skrivaj spodbujal to vojno, v njej ni neposredno sodeloval. 
Lotarjev brat Karel je izkoristil stanje in se uveljavil v Lotaringiji. Njegov glavni interes je bil prekiniti dobre odnose med Lotarjem in Ardensko hišo, zvesto cesarju Otonu II. in zelo vplivno v Lotaringiji. Ardenski hiši sta pripadala tako kancler-nadškof Adalberon iz Reimsa kot njegov soimenjak škof Adalberon iz Laona. 
Leta 977 je Karel kraljico Emo obtožil prešuštva s škofom Adalberonom iz Laona, zato je bila sklicana sinoda v Fismesu pod vodstvom reimskega nadškofa Adalberona, na kateri naj bi razpravljali o tej zadevi. Zaradi pomanjkanja dokazov sta bila tako kraljica kot škof oproščena, Karla, ki je podpihoval govorice, pa je Lotar izgnal iz kraljestva. 
Oton II. je nato zagrešil napako: Reginarju IV. in Lambertu I. je vrnil grofijo Hainaut in Karla imenoval za vojvodo Spodnje Lorene, regije, ki je ustrezala severni polovici Lotaringije. Spodnja Lorena je bila ločena od Zgornje od leta 950. Nagraditev Karla za dvome v čast žene frankovskega kralja, je bila velika žalitev tudi za samega Lotarja.

## Vojna s Svetim rimskim cesarstvom
Avgusta 978 je Lotar v spremstvu Huga Capeta organiziral odpravo v Lotaringijo in po prečkanju reke Meuse zavzel Aachen. Otona II. ali Karla ni uspel ujeti. Lotarjeva vojska je tri dni plenila po Aachnu in  bronastega orla Karla Velikega, ki je gledal proti zahodu, obrnila proti vzhodu.
Oton II. se je maščeval in v Karlovem spremstvu oktobra 978 vdrl v Zahodno Frankovsko  in opustošil Reims, Soissons, kjer se je iz pobožnosti ustavil v opatiji sv. Medarda, in Laon. Lotarju je uspelo pobegniti. Karla je škof Dietrich I. iz Metza, sorodnik cesarja Otona I., v Laonu razglasil za kralja Frankov. Cesarska vojska je nadaljevala pohod proti Parizu, kjer se je soočila z vojsko Huga Capeta. Oton II. in Karel nista mogla zavzeti Pariza in sta 30. novembra 978 prekinila obleganje mesta in se obrnila proti domu. Lotarjeva vojska ju je zasledovala in ju med prečkanjem reke Aisne premagala. Poraženca sta se uspela vrniti Laon in nato pobegniti v Aachen. 
V Zahodni Frankovski je imel nagel umik cesarja Otona II. velik odmev in so se ga še dolgo zatem spominjali kot veliko Lotarjevo zmago. Epski opis dogodka je v Kroniki Sensa, napisani leta 1015. Lotar je v kroniki prikazan kot bojevniški kralj, ki je zasledoval nemškega cesarja do osrčja Lorene in na bregovih Argone uničil veliko množico sovražnikov, nato pa se je vrnil v Frankovsko kraljestvo, ovenčan s slavo. Kronist pravi: "Kar se tiče cesarja Otona, ki so mu sledili tisti njegovi ljudje, ki so uspeli pobegniti, se je vrnil v svojo državo v največji zmedi; potem pa se niti on niti njegova vojska nista več vrnila v Frankovsko." Sodobni dokumenti govorijo o dogodku z enakom zmagoslavnim tonom.

## Sprava
Enotnost Zahodnih Frankov proti Otonu II. je imela za posledico, da se je dinastija Robertincev na čelu s Hugom Capetom povpzela na visok položaj v frankovski hierarhiji.
Lotar je želel preprečiti ambicije svojega izgnanega brata Karla in se je odločil slediti očetovi politiki, da bi svojemu sinu Ludviku zagotovil kraljevski položaj. 8. junija 979 je bil princ Ludvik okronan za pridruženega vladarja ali mlajšega kralja (iunior rex), vendar je oblast prevzel šele po Lotarjevi smrti leta 986. Karlovo imenovanje je bilo drugo takšno v zgodovini Zahodne Frankovske. 
Po teh dogodkih se je Lotar začel zbliževati s Svetim Rimskim cesarstvom, kar sta podprla škofa Reimsa in Laona iz Ardenske hiše. Julija 980 sta se Lotar in Oton II. srečala pri Margut-sur-Chiersu na meji kraljestev in sklenila mirovni sporazum. Lotar se je odpovedal svojim pravicam do Lotaringije, kar je Otonu II. omogočilo, da svojo vojaško pozornost usmeri na bizantinsko Italijo, ki jo je želel osvojiti. Robertinci so sporazum dojemali negativno in so bili iz pogajanj izključeni. Mir v Margutu je privedel do tega, da je bilo Frankovsko kraljestvo vključeno v otonsko politično sfero in da so Robertinci izgubili del vpliva v kraljevi vladi v korist lotarinškega plemstva. Hugo Capet je v strahu, da bo ujet med karolinškim in otonskim kraljem, leta 981 odšel v Rim, da bi stopil v stik z Otonom II. in z njim sklenil lastno zavezništvo. Lotar je svoji vojski ukazal, da Huga po vrnitvi aretira.

## Poroka naslednika
Da bi se zoperstavil moči Huga Capeta kot vojvode Frankov, se je Lotar po nasvetu svoje žene Eme in Geofreja I. Anjoujskega odločil poročiti svojega sina in dediča Ludvika z Adelajdo Blanko Anžujsko, sestro Geofreja I. Lotarjev načrt je bil ambiciozen: obnoviti kraljevo navzočnost v na pol neodvisnem jugu Zahodne Frankovske in pridobiti podporo južnih plemičev v boju proti Robertincem. 
Poroka Adelajde Blanke s princem Ludvikom je potekala leta 982 v Vieille-Brioude v Zgornji Loari. Poroki je takoj sledilo kronanje za kralja in kraljico Akvitanije. Kmalu po poroki je postala opazna starostna razlika med zakoncema, saj je imel Ludvik le petnajst let, Adelajda pa štirideset. Ludvikov razuzdani življenjski slog, ki ga je podpiral oče, je leta 984 povzročil konec zakona. Adelajda se je zatekla k grofu Viljemu I. Provansalskemu, ki je kmalu postal njen četrti mož. 
Obstoj njune zakonske zveze, čeprav je bila takrat in kasneje dobro dokumentirana, je nedavno izpodbijal zgodovinar Carlrichard Brülh.
Neuspeh zavezništva s hišo Anjou je okrepil moč Robertincev. Huga Capeta  proti Karlu je leta 987 podprla tudi Spodnja Lorena. 
Ko je Lotar izšel iz krize v Akvitaniji, je računal na zvestobo desetih močnih severnih škofov in njihovih vazalov ter zavezništvo z močno hišo Vermandois v osebi Herberta III., grofa Vermandoijskega. Zavezništva niso bila prev trdna, saj je bil Herbert III.  relativno star, škofje, ki so služili njegovemu očetu Ludviku IV., pa so bili bolj nagnjeni k svojim interesom kot k obrambi kraljevih. Lotar ni bil sposoben razrešiti nobenega velikega konflikta niti mobilizirati aristokracije okoli sebe.

## Poskus povrnitve Lotaringije
Cesar Oton II. je 7. decembra 983 nenadoma umrl in zapustil svojega triletnega sina Otona III. Bavarski vojvoda Henrik II. je kot njegov najbližji sorodnik brez velikega nasprotovanja dobil regentstvo v kraljestvu, potem pa ugrabil Otona III. v upanju, da bo sam razglašen za kralja. Škof Adalberon iz Reimsa, ki je želel podpreti Otona III. in njegovo mater cesarico Teofano, je poskušal prepričati Lotarja, naj podpre cesarico proti bavarskemu vojvodi in mu v njunem imenu obljubil vrnitev Lotaringije. Kmalu zatem je Lotar uradno zahteval skrbništvo nad svojim mladoletnim nečakom Otonom III. in skrbništvo nad Lotaringijo. Z Adalberonovo pomočjo je pridobil naklonjenost več večjih lotarinških plemičev, vključno z Godfrejem I., grofom Verdunskim iz Ardenske hiše. Poleg tega se je pobotal s svojim bratom Karlom, ki je upal, da bo dobil Zgornjo Loreno, kjer je takrat vladala Beatrix, vdova Friderika I., vojvode Zgornje Lorene in sestra Huga Capeta. Lotar je nato upal, da bo prejel popolno suverenost nad Lotaringijo. Henriku II. so načrti spodleteli in do sredine leta sta cesarica Teofanu in nadškof Willingis iz Mainza uspela rešiti Otona III. in ponovno prevzeti nadzor nad cesarstvom. Kasnejši mir, sklenjen v Wormsu med Henrikom II. in Teofano  je pomenil konec karolinških pretenzij nad Lotaringijo in zmagoslavje Ardenske hiše, ki je tam okrepila svojo oblast. 
Lotar se ni nameraval odpovedati deželi, za katero je menil, da mu upravičeno pripada. Odločil se je skleniti zavezništvo s Henrikom II. in 1. februarja 985 so njune združene sile v Brissachu prispele do bregov Rena. Njuno zavezništvo je zaskrbelo škofa Adalberona, ki je stopil v stik s Hugom Capetom. Henrik II. je razdrl zavezništvo z Lotarjem in kralj se je odločil, da bo sam vdrl v Lotaringijo. Sprva je poskušal pridobiti podporo Huga Capeta, vendar ni hotel strmoglaviti svoje sestre in nečaka. Končno je pridobil podporo najmočnejših grofov kraljestva, Oda I., grofa Bloisa in Herberta III., grofa Meauxa. Kmalu zatem so vdrli v Zgornjo Lotaringijo, zasedli Verdun in do marca 985 zajeli več pomembnih ujetnikov: Godfreja I. Verdunskega in njegovega sina Friderika, Sigfrieda, grofa Ardenov in Teodorika I., vojvodo Zgornje Lorene.
Po vrnitvi v Laon je Lotar prisilil škofa Adalberona, da je zgradil trdnjavo v Verdunu, da bi preprečil, da bi mesto zavzele cesarske sile. Prisilil ga je tudi, da je pisal nadškofom Egbertu iz Trierja, Willigisu iz Mainza in Ebergarju iz Kölna, da je on, Lotar, pravi in edini dedič Karolinškega cesarstva. 

## Odprt konflikt z Ardensko hišo
Ko je kordovski kalif Almanzor Al-Mansur leta 985 oplenil Barcelono, je bil Lotar bolan in ni mogel nuditi nobene pomoči barcelonskemu grofu Borrellu II., kar je prispevalo k dokončnemu razkolu med Hispansko marko in frankovsko krono. 
Na tej točki se je Lotarjeva moč zdela opazno manjša od moči Huga Capeta. Gerbert iz Aurillaca je v pismu nadškofu Adalberu zapisal, da je "Lotar francoski kralj samo po imenu, Hugo pa ni po imenu, temveč po učinku in dejanjih." Kmalu zatem je nadškof Adalberon začel odkrito pritiskati na Huga Capeta, da se zbliža z Otonom III. Ko je kralj ukazal uničiti utrdbe, ki so obdajale samostan svetega Pavla v Verdunu, je Adalberon to zavrnil in Lotar je sklenil Adalberona pripeljati pred sodišče. 11. maja 986 je bil škof poklican na zbor v Compiègne in obtožen izdaje. Hugo Capet, ki je bil o tem obveščen, je s 6000 možmi vkorakal v Compiègne in razgnal srečanje, preden je bila razsodba sprejeta.  Nekateri zgodovinarji so prepričani,  da je njegovo posredovanje motiviral predvsem nadzor nad Verdunom in ne reševanje škofa Adalberona.
Lotar si ni mogel privoščiti odprte vojne proti Hugu Capetu, ker bi se znašel ujet med dvema frontama. Izpustil je svoje lorenske ujetnike, toda Godfrej I. se je raje odločil ostati v zaporu, kot da bi predal Mons in prisilil svojega sina, da se odpove vsem zahtevam nad grofijo in škofijo Verdun. Medtem je bil po srečanju med kraljem in vojvodo Frankov osvobojen tudi Teodorik I. iz Zgornje Lorene.

## Novi projekti in nenadna smrt
V začetku leta 986 je Lotar  nameraval napasti cesarsko mesto Cambrai, odvisno od nadškofij Reims in Liège. Domneval je, da bo lahko prepričal škofa Rotharda, da preda mesto v zameno za njegovo imenovanje za nadškofa Reimsa, vendar je v Laonu 2. marca 986 nenadoma umrl. Na veličastnem pogrebu je bil pokopan poleg svojega očeta Ludvika IV. v koru stolnice Saint-Remi v Reimsu. 
Leto po zamenjavi dinastije se je zdelo, da je Lotarjevo kraljestvo neuničljivo. Kralj je iskal nove možnosti,  da bi lahko še razširil svoje kraljestvo,  in bil v svojih zadnjih letih tako diplomatsko kot vojaško izjemno dejaven, da bi osvojil Lotaringijo.

## Družina
Z ženo Emo Italijansko je imel sinova: 
- Ludvika V., naslednika na frankovskem prestolu,[4] in
- Otona, kanonika Reimsa[4][39]

S sestro nekega grofa Roberta, bratovega majordoma, je imel dva nezakonska sinova:
- Arnulfa, nadškofa Reimsa,[41] in
- Riharda.[4]